# Politique étrangère et de sécurité commune
La politique étrangère et de sécurité commune de l'Union européenne, également connue sous le sigle PESC, était le deuxième des trois piliers instaurés en 1992 par le traité sur l'Union européenne de Maastricht. La structure en pilier a été abolie par l'entrée en vigueur du traité de Lisbonne le 1er décembre 2009.
Pour permettre à l'Union de jouer un rôle politique sur la scène internationale, le traité de Maastricht a institué une politique étrangère et de sécurité commune y compris la définition à terme d'une « politique de défense commune ». Elle est le volet diplomatique et de sécurité de l'action extérieure de l'Union européenne et complète les politiques extérieures de la Communauté européenne telles que la politique commerciale commune, la politique de développement, ou la dimension externe des politiques communautaires internes (euro, environnement, immigration, visas, etc.). Les dispositions de la PESC ont été révisées par le traité d'Amsterdam (1997), par le traité de Nice (2001) qui a amorcé la Politique de sécurité et de défense commune (PSDC) et par celui de Lisbonne (2007) . Enfin, des mesures particulières ont été décidées à la suite de l’invasion de l'Ukraine par la Russie en février 2022.

## Histoire

### Fondations de la PESC
La coopération dans les négociations commerciales internationales, sous la politique commerciale commune, remonte à l'établissement de la Communauté en 1957. La PESC elle-même a ses origines dans la formation de la coopération politique européenne (CPE) en 1970. La CPE était un processus informel de consultation entre les États membres sur les problèmes de politique étrangère, dans le but de mettre en place une approche commune des questions de politique étrangère et la promotion des intérêts de l'UE et ceux de la communauté internationale dans son ensemble. Ceci inclut la promotion de la coopération internationale, le respect pour les droits de l'homme, la démocratie et l'état de droit.
L'évidente faiblesse de la CPE, par exemple, les guerres de Yougoslavie, conduisit au désir de renforcer la politique étrangère. Le traité de Maastricht, qui est entré en vigueur en 1993, établit l'Union européenne. L'ancienne Communauté économique européenne supranationale devint le premier pilier, le second étant la politique étrangère et de sécurité commune. Le pilier PESC était basé sur l'intergouvernementalisme, ce qui signifiait l'unanimité au sein du Conseil, et peu d'implication des autres institutions.
Le traité d'Amsterdam créa le poste de haut représentant pour la politique étrangère et de sécurité commune pour coordonner et représenter la politique étrangère de l'Union.
Le traité de Nice introduit relativement peu de changement; toutefois, il institue la désignation du haut représentant à la majorité qualifiée et permet que certaines décisions relatives à la conclusions d’accords internationaux soient prises à la majorité qualifiée.

### Changements apportés par le traité de Lisbonne
Sous le traité de Lisbonne, la fusion des postes de haut représentant et de commissaire européen aux Relations extérieures et à la Politique européenne de voisinage aboutit à la création du haut représentant de l'Union pour les affaires étrangères et la politique de sécurité, son titulaire devenant par la même un vice-président de la Commission européenne. Le système en piliers est officiellement aboli. La politique extérieure de l'Union européenne reste intergouvernementale et sujette à l'unanimité au Conseil de l'Union européenne.
En septembre 2018, Jean-Claude Juncker, président de la Commission européenne, propose d'abandonner le système d'unanimité au profit d'une décision à majorité qualifiée. Cela permettrait un meilleur compromis (consensus) de la part des États, qui perdraient la menace du veto pour bloquer une décision, et un meilleur positionnement de l'Europe sur la scène internationale. Le problème de cette proposition repose dans le fait qu'aucun État ne rallierait une position qu'il ne partage pas, particulièrement dans le domaine de la politique étrangère. Pour le moment, cette proposition semble donc mise de côté.

### Chronologie de l'Union européenne et de ses prédécesseurs
| Signature Entrée en vigueur Nom du traité | 1948 Traité de Bruxelles                                      | 1951 1952 Traité CECA                             | 1954 1955 Accords de Paris                            | 1957 1958 Traité de Rome (TCEE) Traité Euratom        | 1965 1967 Traité de fusion                            | 1975 1976 institution officieuse    | 1986 1987 Acte unique européen | 1992 1993 Traité de Maastricht (TUE et TCE) | 1992 1993 Traité de Maastricht (TUE et TCE) | 1997 1999 Traité d'Amsterdam (TUE et TCE) | 2001 2003 Traité de Nice (TUE et TCE) | 2007 2009 Traité de Lisbonne (TUE et TFUE) | 2007 2009 Traité de Lisbonne (TUE et TFUE) |  |  |  |  |  |  |  |  |
|                                           |                                                               |                                                   |                                                       |                                                       |                                                       |                                     |                                |                                             |                                             |                                           |                                       |                                            |                                            |  |  |  |  |  |  |  |  |
| Les trois piliers de l'Union européenne   |                                                               |                                                   |                                                       |                                                       |                                                       |                                     |                                |                                             |                                             |                                           |                                       |                                            |                                            |  |  |  |  |  |  |  |  |
| Communautés européennes                   |                                                               |                                                   |                                                       |                                                       |                                                       |                                     |                                |                                             |                                             |                                           |                                       |                                            |                                            |  |  |  |  |  |  |  |  |
|                                           | Communauté européenne de l'énergie atomique (Euratom)         |                                                   |                                                       |                                                       |                                                       |                                     |                                |                                             |                                             |                                           |                                       |                                            |                                            |  |  |  |  |  |  |  |  |
|                                           |                                                               |                                                   | Communauté européenne du charbon et de l'acier (CECA) | Communauté européenne du charbon et de l'acier (CECA) | Communauté européenne du charbon et de l'acier (CECA) | Dissoute en 2002                    | Dissoute en 2002               | Dissoute en 2002                            |                                             | Union européenne (UE)                     | Union européenne (UE)                 |                                            |                                            |  |  |  |  |  |  |  |  |
|                                           |                                                               |                                                   | Communauté économique européenne (CEE)                | Communauté économique européenne (CEE)                | Communauté économique européenne (CEE)                |                                     |                                | Communauté européenne (CE)                  | Communauté européenne (CE)                  | Union européenne (UE)                     | Union européenne (UE)                 |                                            |                                            |  |  |  |  |  |  |  |  |
|                                           |                                                               | TREVI                                             | TREVI                                                 | Justice et affaires intérieures (JAI)                 |                                                       |                                     |                                | Communauté européenne (CE)                  | Communauté européenne (CE)                  | Union européenne (UE)                     | Union européenne (UE)                 |                                            |                                            |  |  |  |  |  |  |  |  |
|                                           | Coopération policière et judiciaire en matière pénale (CPJMP) | TREVI                                             | TREVI                                                 | Justice et affaires intérieures (JAI)                 |                                                       |                                     |                                |                                             |                                             | Union européenne (UE)                     | Union européenne (UE)                 |                                            |                                            |  |  |  |  |  |  |  |  |
|                                           | Coopération politique européenne (CPE)                        | Politique étrangère et de sécurité commune (PESC) | Politique étrangère et de sécurité commune (PESC)     | Politique étrangère et de sécurité commune (PESC)     | Politique étrangère et de sécurité commune (PESC)     |                                     |                                |                                             |                                             | Union européenne (UE)                     | Union européenne (UE)                 |                                            |                                            |  |  |  |  |  |  |  |  |
| Union occidentale (UO)                    | Union occidentale (UO)                                        | Union de l'Europe occidentale (UEO)               | Union de l'Europe occidentale (UEO)                   | Union de l'Europe occidentale (UEO)                   | Union de l'Europe occidentale (UEO)                   | Union de l'Europe occidentale (UEO) |                                |                                             |                                             |                                           | Union européenne (UE)                 |                                            |                                            |  |  |  |  |  |  |  |  |
| Union occidentale (UO)                    | Union occidentale (UO)                                        | Union de l'Europe occidentale (UEO)               | Union de l'Europe occidentale (UEO)                   | Union de l'Europe occidentale (UEO)                   | Union de l'Europe occidentale (UEO)                   | Union de l'Europe occidentale (UEO) | Dissoute en 2011               |                                             |                                             |                                           |                                       |                                            |                                            |  |  |  |  |  |  |  |  |
|                                           |                                                               |                                                   |                                                       |                                                       |                                                       |                                     |                                |                                             |                                             |                                           |                                       |                                            |                                            |  |  |  |  |  |  |  |  |

## Objectifs
Le traité de Maastricht définit les objectifs de la PESC :
- sauvegarder les valeurs communes, les intérêts fondamentaux et l'indépendance de l'UE ;
- renforcer la sécurité de l'UE et de ses États membres sous toutes ses formes ;
- maintenir la paix et renforcer la sécurité internationale, conformément aux principes de la Charte des Nations unies ainsi qu'aux principes des accords d'Helsinki et aux objectifs de la Charte de Paris ;
- promouvoir la coopération internationale ;
- développer et renforcer la démocratie et l'État de droit ainsi que le respect des droits de l'homme et des libertés fondamentales dans le monde.

Défense européenne ne signifie pas la défense collective des pays européens contre une agression extérieure (qui reste la mission de l'OTAN) mais la gestion des crises hors Union européenne, par des opérations de maintien ou de rétablissement de la paix et des missions humanitaires regroupées sous le nom de « missions de Petersberg ».

## Fonctionnement

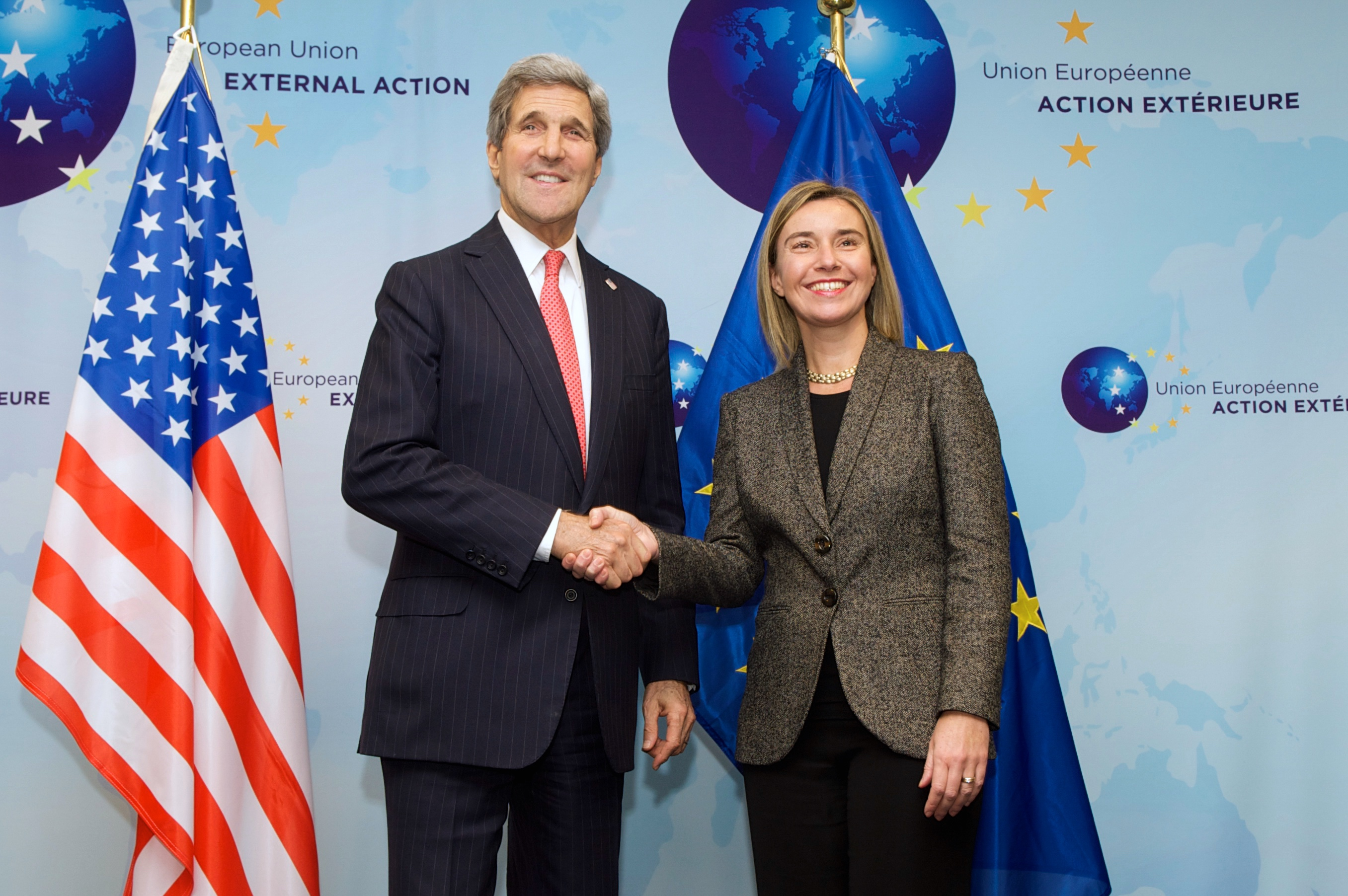
Federica Mogherini avec le secrétaire d'État des États-Unis, John Kerry en 2014 au siège du SEAE.

### Haut représentant
Le haut représentant, en accord avec la présidence en fonction, parle au nom de l'UE dans les matières de politiques étrangères mises en commun par celle-ci et peut avoir la tâche d'articuler clairement des positions politiques ambiguës créées par les désaccords parmi les États membres. La politique étrangère et de sécurité commune requiert l'unanimité parmi les 27 États membres actuels sur la politique appropriée à suivre pour des situations particulières. L'unanimité et certains problèmes abordés par la PESC entrainent des désaccords, tel que ceux à propos de la guerre en Irak, qui sont fréquents.
Il coordonne aussi les travaux des représentants spéciaux de l'UE. Le haut représentant est aussi à la tête de l'Agence européenne de défense, de l'Union de l'Europe occidentale jusqu'à sa dissolution en 2011, et exerce les mêmes fonctions sur la politique européenne de sécurité et de défense.

### Organes
Entérinée par le traité de Maastricht en 1992, la PESC prolonge la coopération politique européenne (CPE) amorcée en 1970 (échange d'informations et concertation entre les ministres des Affaires étrangères des pays membres). Coopération interétatique organisée dans le cadre du 2e pilier du traité de Maastricht, la PESC est intergouvernementale et n'est donc pas une politique communautaire. Les institutions communautaires participent cependant à son fonctionnement :
- le Conseil européen (chefs d'État ou de gouvernement) arrête les grandes orientations ;
- le Conseil de l'Union européenne adopte les décisions et, par l'intermédiaire de sa présidence, représente l'Union européenne à l'extérieur ;
- la Commission européenne soumet des propositions et exécute le budget ;
- le Parlement européen a un droit d'information et de consultation.

Depuis le traité d'Amsterdam, deux nouveaux organes ont été créés. Premièrement le haut représentant pour la PESC qui est aussi secrétaire général du Conseil de l'Union européenne, dont le rôle est d'assister le Conseil en contribuant à l'élaboration et à la mise en œuvre des décisions politiques et le cas échéant, en agissant au nom du Conseil à la demande de la présidence, en conduisant le dialogue avec des tiers. Javier Solana a été désigné en 1999 pour 5 ans et reconduit dans ses fonctions en juillet 2004. Il assume également la fonction de Secrétaire général de l'Union de l'Europe occidentale (UEO). Deuxièmement l'unité de planification de la politique et d'alerte rapide (UPPAR) ou « Unité politique » : composée de fonctionnaires provenant des États membres, du Conseil de l'Union européenne, et de la Commission européenne et rattachée au « haut représentant pour la PESC », l'UPPAR assiste celui-ci dans la définition et la mise en œuvre de la PESC.
Le traité de Nice a mis en place trois autres structures permanentes : le Comité politique et de sécurité (COPS) ; le Comité militaire de l'Union européenne (CMUE) et l'État-major de l'Union européenne (EMUE). À ces structures est venue s'ajouter par décision du 22 mai 2000 le Comité civil de gestion des crises (CIVCOM).
Le traité de Nice prévoit la possibilité pour le COPS de prendre lui-même des décisions appropriées pour assumer le contrôle politique et la direction stratégique d'une opération de gestion de crise.
La règle générale pour le processus décisionnel dans le deuxième pilier est le consensus. Ce mode de prise de décision diffère de l'unanimité par le fait que l'approbation du projet présenté ne nécessite pas d'être signifiée expressément par les États membres. En revanche, toute opposition doit être exprimée. C'est le principe de l'« abstention constructive » qui fait que l'abstention d'un État-membre ne signifie pas refus. La procédure caractéristique de ce mode de décision est la « procédure de silence ». À l'issue d'une discussion, une limite de temps est fixée pour que s'expriment les oppositions. Au-delà de cette limite, s'il n'y a pas eu de « rupture de silence », la décision est réputée prise ou le texte adopté.
Par ailleurs, le traité de Nice instaure une procédure de coopération renforcée pour la mise en œuvre d'une action ou position commune, à l'exclusion des « questions ayant des implications militaires ou dans le domaine de la défense ».
L'Agence européenne de défense encourage l'augmentation des capacités de défense, les recherches militaires et l'établissement du marché commun européen pour les technologies militaires.

## Instruments et réalisations
Le Conseil européen définit les principes et la ligne directrice de la PESC ainsi que des stratégies communes à mettre en place par l'UE. Sur la base de ses lignes directrices le Conseil des ministres adopte des actions communes ou des positions communes. Ce sont les traités de Maastricht et d'Amsterdam qui dotent la PESC de trois instruments principaux :
- les stratégies communes : le Conseil européen définit par consensus des stratégies communes dans les domaines où les États membres ont des intérêts communs importants. Les stratégies communes précisent les objectifs, la durée et les moyens fournis par l'UE et les États membres. Une « stratégie européenne de sécurité » a été décidée en décembre 2003[12], ainsi qu'une « stratégie de l'UE de lutte contre l'accumulation et le trafic illicites d'armes légères et de petit calibre (ALPC) et de leurs munitions » en 2005, et une « stratégie pour une société de l'information sûre » en 2006, visant à lutter contre le cybercrime[12].
- les positions communes : le Conseil de l'UE peut définir des positions communes qui servent de fil conducteur à la politique menée par les États membres et leur permettent de coordonner leur action. Une fois qu'une position commune est prise par le Conseil, les États membres doivent veiller à ce que leurs politiques nationales s'y conforment.
- les actions communes : le Conseil de l'UE peut aussi adopter des actions communes qui visent à faire converger les actions conduites par les États membres sur la scène internationale. Leur mise en œuvre relève de la responsabilité de la Présidence et les modalités peuvent être décidées à la majorité qualifiée.

## Relations extérieures
- États membres
- Candidats reconnus
- Candidats potentiels
- Partenariat oriental
- Accord de partenariat et de coopération avec la Russie
- États membres de l'Association européenne de libre-échange
- Partenariat Euromed
- Autres pays de l'UPM

### Relations avec certains pays non membres
- L'Espace économique européen (EEE) :
  - créé en 1994, il associe les États membres de l’UE à trois pays de l’Association européenne de libre-échange (Islande, Liechtenstein, Norvège). La Suisse, un autre membre de l'AELE, a refusé cette adhésion après votation populaire. Cet espace a ouvert le marché européen à ces trois pays et les prépare à une éventuelle adhésion (que la Norvège a refusé deux fois par référendum, en 1972 et en 1994).
  - Application des grandes libertés de circulation à ces trois pays : en contrepartie ils doivent prendre à leur compte l’acquis juridique communautaire.
- L'Union européenne a conclu des accords bilatéraux avec la Suisse.
- Accords avec les petits pays (Andorre, Monaco, Saint-Marin, Vatican mais aussi des territoires comme l'île de Man, Jersey, Guernesey, les îles Féroé).

### Relations avec les pays des Balkans occidentaux
En 2017, l'UE a développé une nouvelle stratégie construite autour de six initiatives principales avec les États partenaires et candidats à l'adhésion dans la région ouest de la péninsule des Balkans. Annoncée par le président de la Commission européenne Jean-Claude Juncker, cette politique rapproche les objectifs de la stratégie globale pour la PSDC et la politique d'élargissement propre aux États de cette région.

### Relations avec la Turquie
Depuis 1999, Turquie est officiellement reconnue comme pays candidat à l'adhésion à l'UE ; cependant son statut est contesté notamment par rapport à la position géographique de sa partie anatolienne, la non-reconnaissance de la république de Chypre, de multiples accusations de non-respect des droits de l'homme ou encore la gestion de la question kurde. Dans le cadre de l'OTAN dont la Turquie est membre, cette candidature est soutenue par les États-Unis et en dépit de progrès extrêmement lent dans les négociations, la question de l'adhésion demeure l'une des priorités de la politique étrangère turque au cours des deux dernières décennies. La première demande officielle d'association avec la CEE date de 1959 et si plusieurs accords ont depuis été signés ; notamment un accord d'association (accord d'Ankara, implémenté par le protocole d'Ankara) et un accord d'union douanière ; plusieurs prises de pouvoir par l'armée ou par des régimes autocratiques ont conduit l'UE à retarder le processus. En 2018, celui-ci est à l'arrêt et si les dirigeants européens notent que « la Turquie demeure un pays candidat et un partenaire clé pour l'Union européenne », la tentative de coup d'État de 2016 et ses conséquences l'éloignent des valeurs de l'UE.

### Relations avec les États-Unis
Depuis 1951 et la création de la Communauté européenne du charbon et de l'acier, les représentants européens et américains ont développé des relations diplomatiques. Cette coopération s'est étendue à tous les domaines dans lesquels les deux entités jouent un rôle au niveau international.
À partir des années 1990, un système de consultations régulières a été mis en place et la Déclaration transatlantique, adoptée comme cadre institutionnel pour les relations euro-américaines. En 1995, un plan d'action et un agenda ont été définis donnant naissance en 1998 au Partenariat économique transatlantique (PET).

### Relations avec la Russie
La fédération de Russie dispose d'un espace frontalier avec l'Union européenne depuis 1995 (adhésion de la Finlande). Les pays de l'UE ne disposant pas d'une politique extérieure commune et unique, celle-ci est décidée au niveau bilatéral entre Moscou et chaque pays concerné.
L'élargissement de l'Union européenne entre parfois en conflit avec certains intérêts russes (notamment en Ukraine ou en Biélorussie). L'enclave russe de Kaliningrad, entre la Pologne et la Lituanie, devient dans ce cadre l'objet de préoccupation pour l'UE.
Du point de vue économique, l'Union européenne est le premier partenaire commercial de la Russie et représente plus de 50 % de son commerce extérieur. Au sein de l'Union européenne, l'Allemagne est le premier partenaire commercial, loin devant l'Italie et la France. La Russie est notamment le principal fournisseur de gaz de l'Europe.
Les négociations politiques entre Moscou et Bruxelles, entre autres, dans le cadre du sommet UE-Russie, sont souvent longues et ardues sur pratiquement toutes les questions depuis le jour où l'Union européenne a admis dans ses rangs ses anciens satellites. L'embargo russe sur la viande de provenance de Pologne en 2006-2007 fut à l'origine du veto polonais à la signature de l'accord UE-Russie, mettant les négociations entre les deux partenaires dans une impasse et conduisant au refus de renégocier un nouvel accord de partenariat et de coopération (APC) en vigueur depuis 1997.
Début 2008, les divergences entre la Russie et l'Union européenne sur la question de l'indépendance de la province serbe de Kosovo se sont également exacerbées. La majorité de membres de l’Union européenne soutenaient l’indépendance de la province, alors que Moscou s'y opposait, affirmant que cette indépendance était contraire au principe de l’unité territoriale serbe et à la résolution 1244 du Conseil de sécurité des Nations unies.
La présence de troupes russes en Géorgie à la suite du conflit d'août 2008 en Ossétie a conduit Bruxelles à geler les pourparlers sur le nouveau partenariat stratégique avec Moscou,. Les Vingt-Sept, et en particulier la Grande-Bretagne, la Pologne et les pays baltes, ont condamné « fermement » la décision du président Medvedev de reconnaître unilatéralement l'indépendance de l'Abkhazie et de l'Ossétie du Sud,.
Dimanche 27 février 2022 au soir, la présidente de la Commission européenne, Ursula von der Leyen, a annoncé la fermeture des espaces aériens souverains des vingt-sept membres de l’UE aux appareils détenus par des Russes, enregistrés en Russie ou contrôlés par la Russie,.

### Relations avec les instances internationales et les pays de l'ACP
L'Union européenne s'est dotée progressivement de mécanismes communs d'action avec d'autres pays et continents, ainsi qu'au sein des institutions internationales.
Ainsi les pays européens s'expriment-ils d'une seule voix dans de nombreuses circonstances dans les débats aux Nations unies et de façon permanente au sein de l'OMC.
Un des aspects originaux de ces relations extérieures est l'histoire de longue durée nouée avec les pays dits ACP (Afrique, Caraïbe, Pacifique), dont beaucoup furent des colonies de pays européens (convention de Lomé, accord de Cotonou, accords de partenariat économique en cours de négociation).
Certains de ces territoires appartiennent à l'espace européen.

### Relations avec des pays bénéficiant d'un partenariat
Le développement d'une politique de voisinage autour du bassin méditerranéen a conduit dès 1995 à la conclusion d'un accord appelé Partenariat Euromed, entre d'une part l'Union européenne et d'autre part, dix pays d'Afrique du Nord et du Proche-Orient. La diplomatie et la coopération trans-méditerranéenne ont permis de développer deux types de partenariats, en fonction du degré des relations et des discussions propres à chaque pays :
- Les États bénéficiant d’un statut avancé doivent en contrepartie d'une aide financière destinée à leur développement, répondre à des objectifs de convergence politique et économique avec l'Union européenne[Notes 1], par ailleurs, cette coopération est assortie de multiples contraintes telles que le respect des droits de l'homme, la liberté de paroles et le respect des accords internationaux[Notes 2].
- Les accords de coopération sont moins avancés et ne concernent en priorité que les échanges commerciaux et les flux financiers[Notes 3].

|             | Date de la décision | Dénomination officielle                                         | Capitale | Langue(s) officielle(s)  | Monnaie      |
| ----------- | ------------------- | --------------------------------------------------------------- | -------- | ------------------------ | ------------ |
| Maroc       | Janvier 2000        | (ar) المملكة المغربية (ber) ⵜⴰⴳⵍⴷⵉⵜ ⵏ ⵍⵎⵖⵔⵉⴱ (Royaume du Maroc) | Rabat    | (ar) arabe (ber) berbère | dirham (MAD) |
| Tunisie     | Novembre 2012,      | الجمهورية التونسية (République tunisienne)                      | Tunis    | (ar) arabe               | dinar (TND)  |
| 1. 2. 3. 4. |                     |                                                                 |          |                          |              |

|                   | Date de la décision | Dénomination officielle                                                                   | Capitale | Langue(s) officielle(s) | Monnaie      |
| ----------------- | ------------------- | ----------------------------------------------------------------------------------------- | -------- | ----------------------- | ------------ |
| Israël            | 04/2000             | מְדִינַת יִשְׂרָאֵל (Medīnat Yisra’el),دولة اسرائيل (Dawlate Isrā'īl)                             | Tel Aviv | (he) hébreu, (ar) arabe | shekel (ILS) |
| Jordanie          | 03/2002             | المملكة الأردنّيّة الهاشميةّ (Royaume hachémite de Jordanie)                                 | Amman    | (ar) arabe              | dinar (JOD)  |
| Égypte            | 04/2004             | جمهوريّة مصر العربيّة (République arabe d'Égypte)                                           | Le Caire | (ar) arabe              | livre (EGP)  |
| Algérie           | 07/2005             | الجمهورية الجزائرية الديمقراطية الشعبية (République algérienne démocratique et populaire) | Alger    | (ar) arabe              | dinar (DZD)  |
| Liban             | 02/2006             | لبنان (Loubnan)                                                                           | Beyrouth | (ar) arabe              | livre (LBP)  |
| 1. 2. 3. 4. 5. 6. |                     |                                                                                           |          |                         |              |

## Politique de sécurité et de défense commune
Les questions de sécurité extérieure et de défense sont intégrées dans la PESC dès le départ. Le choix initial dans le traité de Maastricht en 1991 est de « développer l'Union de l'Europe occidentale (UEO) en tant que composante de défense de l'Union européenne et comme moyen de renforcer le pilier européen de l'Alliance atlantique ». En 1992 les relations entre l'UEO et l'UE sont définies par la liste des « missions de Petersberg » en matière de maintien de la paix et de gestion des crises.
Une première inflexion apparaît avec le traité d'Amsterdam de 1997 qui renforce le volet sécurité et défense de la PESC en transférant de l'UEO à l'UE les « missions de Petersberg » et en prévoyant l'intégration éventuelle de l'UEO dans l'Union européenne.
Le traité de Nice en 2000 accorde à la dimension de défense collective européenne une importance plus grande et lui donne une identité à part entière en instaurant la « Politique européenne de sécurité et de défense » (ou PESD) au sein de la PESC. Pour donner corps à cette nouvelle volonté politique, le traité crée des structures politiques et militaires permanentes et incorpore dans l'Union les fonctions de gestion de crise de l'UEO, marquant ainsi le début de son démantèlement qui s'achève avec sa dissolution en 2011. Le traité de Nice confirme toutefois la place prééminente de l'Organisation du traité de l'Atlantique nord, dont la plupart des États de l'Union européenne sont membres, pour assurer la sécurité en Europe. Un partenariat stratégique entre l'UE et l'OTAN est formalisé sur le plan politique en 2002 par la « déclaration OTAN - Union européenne ».
Durant les années 2003 et 2004, les travaux préparatoires à l'élaboration d'une constitution européenne voient se développer l'idée d'une politique de défense commune. Si la constitution ne voit finalement pas le jour après son rejet en 2005, son contenu en matière de défense est très largement repris dans le traité de Lisbonne de 2007 qui substitue la « politique de sécurité et de défense commune » à la PESD. Les États membres de l'UE s'engagent à mettre à disposition de l’UE les capacités civiles et militaires nécessaires à l’accomplissement des objectifs fixés par l’UE, qui pourra ainsi, par exemple, engager des forces armées dans un pays pour lutter contre une opposition armée qualifiée de « terroriste ». Le poste de haut représentant pour la politique étrangère et de sécurité commune est renforcé. Le traité légitime l'Agence européenne de défense « dans le domaine du développement des capacités de défense, de la recherche, des acquisitions et de l’armement », créée en 2004 par une simple décision du Conseil.
Dans le cadre de la PESD puis de la PSDC, l'Union européenne a lancé près d'une quarantaine de missions civiles ou militaires entre 2003 et 2016. Elles mobilisent le plus souvent des moyens et effectifs assez limités. Sur la période de 2012 à 2015, les effectifs annuels totaux mobilisés sont d'environ 6 000 personnes. Ces opérations se déroulent très majoritairement en Afrique et en Europe orientale.

## En dehors de la PESC

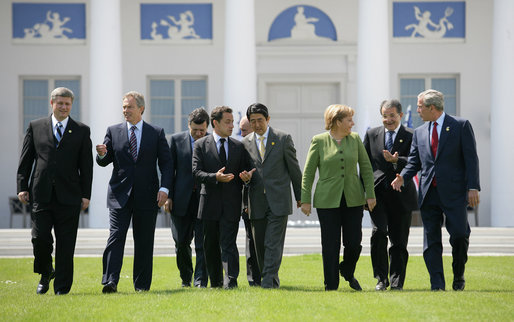
Le Président de la Commission européenne est un membre non officiel du G8 depuis le troisième sommet en 1977.

En dépit de sa propre politique étrangère et de sécurité, la Commission gagne aussi une forte représentation dans les institutions internationales. La représentation dans les organes internationaux se fait par le commissaire européen aux relations extérieures, qui travaille avec le haut représentant. À l'ONU, l'UE a gagné en influence dans des domaines tels que l'aide humanitaire grâce à ses importantes contributions dans ce domaine. Au G8, l'UE a les mêmes droits et obligations que ses membres sauf celui de l'accueillir. L'UE est représenté au G8 par le président de la Commission et du Conseil. À l'Organisation mondiale du commerce, les 27 États membres sont représentés, mais l'UE dans son ensemble est représentée par le commissaire européen au commerce.
L'influence de l'UE est aussi ressentie par ses élargissements. Le bénéfice potentiel de devenir un membre de l'UE agit comme un moteur des réformes politiques et économiques des États souhaitant remplir les critères d'accession à l'Union, et est considéré comme un facteur majeur aux réformes et à la stabilisation des anciens pays communistes d'Europe de l'Est. L'influence sur les affaires intérieures d'autres pays est généralement vue comme un « soft power », par opposition au « hard power » militaire.
Le statut économique influent de l'Union européenne, ainsi que ses caractéristiques proches de celles d'une nation a été pris en compte par la publication de la Central Intelligence Agency (CIA), The World Factbook. L'UE a été incluse dans le Factbook en décembre 2004.

## Neutralité
Le premier ministre finlandais, Matti Vanhanen, alors Président du Conseil, déclara devant le Parlement européen le 5 juillet 2006 :

« M. Pflüger a qualifié la Finlande de neutre. Je me dois de le corriger sur ce point: la Finlande est membre de l’UE. Nous étions jadis un pays politiquement neutre, à l’époque du rideau de fer. À présent, nous sommes membres de l’Union, partie à cette communauté de valeurs, qui dispose d’une politique commune ainsi que d’une politique étrangère commune. »

Néanmoins, une garantie sur la neutralité en rapport avec le traité de Lisbonne a été accordé à l'Irlande au Conseil européen des 18 et 19 juin 2009.